# Harpactocrates intermedius
Harpactocrates intermedius is een spinnensoort in de taxonomische indeling van de celspinnen (Dysderidae).
Het dier behoort tot het geslacht Harpactocrates. De wetenschappelijke naam van de soort werd voor het eerst geldig gepubliceerd in 1915 door Dalmas.